# Kış Güneşi
Kış Güneşi (turco por "Sol de Inverno"; em Angola e Moçambique: Sol de Inverno) é uma telenovela turca de 2016, dirigida por Murat Onbul, Deniz Koloş e Serhan Şahin foi protagonizada por Şükrü Özyıldız, Aslı Enver, Şenay Gürler, Mahir Günşiray, Başak Parlak, Hakan Gerçek, Berrak Kuş e Mehmet Esen com produção da Endemol Shine Turkey para o canal Show TV.
Foi exibido em Angola (às 20h) e Moçambique (às 21h) pela Zap Novelas entre 26 de outubro de 2017 a 3 de janeiro de 2018, substituindo Cidade Proibida e sendo substituída por Amor Eterno.

## Enredo
Um acidente de carro planejado por dois empresários mata o terceiro sócio de uma empresa. O crime, porém, não é completamente perfeito, pois uma testemunha crucial do assassinato e que estava no mesmo veículo acidentado ainda sobrevive, este é Efe, o pequeno filho da vítima, que mesmo tendo sua vida a salvo, perdeu a memória.
Os responsáveis pelo acidente fazem o possível para que o menino encontre o mesmo destino de seu pai, mas o assassino contratado não é capaz de executar mais este crime e manda a criança para longe. Efe, então, é entregue a uma família adotiva e durante vinte anos permanece separado de Mert, seu irmão gêmeo, vivendo sem conhecer as suas origens e a sua verdadeira família.
Um dia, porém, Efe começa a se questionar sobre o seu passado e descobre que tem uma família rica e, mais do que isso, um irmão. Finalmente os dois se reencontram, mas o inesperado acontece. Os homens que planejaram o acidente de carro que provocou a morte do pai de ambos, tentam concluir o serviço mal acabado e matar Efe, mas, por engano, atiram em Mert, que havia assumido um cargo na antiga empresa do pai e se casado com a namorada da infância de Efe.
Agora, Efe, que foi criado como um humilde pescador, não tem outra opção senão adotar a identidade e o estilo de vida de seu irmão Mert, afim de se infiltrar no perigoso círculo que destruiu sua família, para, assim, buscar a redenção, vingando tanto seu pai quanto seu irmão gêmeo, além de recuperar o amor que lhe foi negado na infância.

## Elenco
- Şükrü Özyıldız como Efe/Mete Demircan[4]
- Aslı Enver como Nisan Sayer
- Şenay Gürler como Leyla
- Mahir Günşiray como Mazhar
- Başak Parlak como Seda Akar
- Hakan Boyav como Kadim Toprak
- Çağdaş Onur Öztürk como Bora Bilgin
- Hakan Gerçek como Yakup Sayer
- Berrak Kuş como Sumru Sayer
- Mehmet Esen como İsmail Karataş
- Gamze Süner Atay como Fatma Karataş
- Emre Bulut como Burak
- Buse Varol como Nadide
- Okan Selvi como Reşat
- Burak Çimen como Arif
- Nimet İyigün como Yüksel
- Merve Han como Duygu
- Kubilay Çamlıdağ como Mahmut
- Zeynep Kaçar como Farise
- Cengiz Okuyucu como Kadir
- Nesrin Cavadzade como Efruz